# Doom II
Doom II (pełny tytuł: Doom II: Hell on Earth) – strzelanka pierwszoosobowa wyprodukowana przez studio id Software i wydana na platformę MS-DOS przez GT Interactive 30 września 1994 w Stanach Zjednoczonych oraz w październiku tego samego roku w Europie. Jest sequelem gry Doom, która wydana została rok wcześniej.

## Fabuła
Doom II jest bezpośrednią kontynuacją Dooma. Niemal natychmiast po zakończeniu misji na Marsie bezimienny żołnierz, w którego wciela się gracz, ponownie staje naprzeciw monstrom: po powrocie na Ziemię okazuje się, że potwory dotarły i tutaj, zabijając miliony ludzi.
Plan ludzkości na ocalenie zakłada zdobycie statku kosmicznego i ewakuację tam, gdzie będzie można się osiedlić i w spokoju założyć nową cywilizację. Jedynym statkiem jest ten należący do obcych. Grupa ludzi postanawia odebrać go obcym, jednak prawie wszyscy giną – pozostaje tylko główny bohater, któremu samotnie przyjdzie zmierzyć się z wrogiem.

## Rozgrywka
Doom II nie różni się znacząco od swojego poprzednika – grafika niewiele się zmieniła, nie zastosowano żadnych nowszych technologii, nie zmieniła się także sama rozgrywka. Gra nadal polegała na przechodzeniu z góry ustalonych poziomów, odnajdywaniu kluczy i różnych przejść oraz zabijaniu hord potworów. Do uzbrojenia dodana została strzelba-dwururka. Pojawiło się również kilku nowych przeciwników: Heavy Weapon Dude, Hell Knight, Pain Elemental, Mancubus, Revenant, Arachnotron, Arch-Vile i Wolfenstein SS (z Wolfensteina 3D). Ostatecznie gracz spotyka finałowego bossa – Icon of Sin – gigantyczną ścianę z wizerunkiem czaszki kozła. Wewnątrz znajduje się żart twórców – głowa Johna Romero nabita na szpic.

## Odbiór gry
Gra spotkała się z pozytywnym odbiorem recenzentów, uzyskując według agregatora Metacritic średnią z 5 ocen wynoszącą 83/100 punktów oraz 95% z 3 recenzji według serwisu GameRankings. W 1995 roku Doom II zdobył nagrodę Origins Award w kategorii „najlepsza gra komputerowa fantasy lub science fiction 1994 roku”. W 2015 roku redakcja brytyjskiego czasopisma „PC Gamer UK” przyznała grze 73. miejsce na liście najlepszych gier na PC.